# Elvire Teza
Elvire Teza est une gymnaste française née le 29 mars 1981 à Saint-Denis, à La Réunion. Aujourd'hui retraitée, elle participa durant sa carrière aux Jeux olympiques de 1996 et 2000. Elle fut par ailleurs championne de France de sa discipline en 1997 et 2000.

## Biographie
Née sur l'île de La Réunion, Elvire Teza commence dans le club de la JSB de Saint Benoit (Réunion). Elle s'entraînait à Marseille avec les entraîneurs Shi Mao, Lin Xuan et Ma Jun. À l'âge de treize ans, elle participe à sa première compétition internationale aux championnats d'Europe juniors et remporte deux médailles de bronze.
Elvire Teza a inventé de nouvelles figures et pour cela laissé son nom à de multiples reprises dans le code de pointage. La plus connue, le « Teza », est une figure acrobatique à la poutre : vrille complète en position transversale enchainée sur un tour d'appui. Mais son nom est également attaché : 
- à la poutre, à la réalisation d'un saut gymnique « Yang Bo » en position transversale,
- aux barres asymétriques, à des transferts de la barre supérieure à la barre inférieure depuis la prise dorsale.

## Palmarès

### Jeux olympiques
- Jeux olympiques d'été de 1996
  - 8e au concours par équipe.
  - 16e au concours général individuel.

- Jeux olympiques d'été de 2000
  - 8e au concours par équipe.
  - 8e aux barres asymétriques.

### Championnats du monde
- Championnats du monde de 1995
  - 6e au concours par équipe.

- Championnats du monde de 1996
  - 4e aux barres asymétriques.

- Championnats du monde de 1997 à Lausanne
  - 5e au concours par équipe.
  - 6e à la poutre.

- Championnats du monde de 1999
  - 8e au concours par équipe.

### Autres
- American Cup 1997 :
  -  1re au concours général